# NGC 2388
NGC 2388 (другие обозначения — UGC 3870, MCG 6-17-10, ZWG 177.22, IRAS07256+3355, PGC 21099) — галактика в созвездии Близнецы.
Этот объект входит в число перечисленных в оригинальной редакции «Нового общего каталога».
В галактике вспыхнула сверхновая SN 2015U типа Ibn, её пиковая видимая звездная величина составила 16,4.